# El Guayabo de Camarena
El Guayabo de Camarena är en ort i Mexiko.   Den ligger i kommunen Pénjamo och delstaten Guanajuato, i den centrala delen av landet, 300 km väster om huvudstaden Mexico City. El Guayabo de Camarena ligger 1 732 meter över havet och antalet invånare är 265.
Terrängen runt El Guayabo de Camarena är kuperad åt nordost, men åt sydväst är den platt. Runt El Guayabo de Camarena är det ganska tätbefolkat, med 104 invånare per kvadratkilometer. Närmaste större samhälle är La Piedad Cavadas, 19,2 km väster om El Guayabo de Camarena. Omgivningarna runt El Guayabo de Camarena är en mosaik av jordbruksmark och naturlig växtlighet.